# Marathon van Wenen 2007
De marathon van Wenen 2007 vond plaats op zondag 29 april 2007 in Wenen.
Bij de mannen won de Keniaan Luke Kibet in 2:10.07 en bij de vrouwen won de Roemeense Luminita Talpos in 2:32.21.

## Uitslagen

### Mannen
| rang   | naam                 | land | tijd    |
| ------ | -------------------- | ---- | ------- |
| Goud   | Luke Kibet           | KEN  | 2:10.07 |
| Zilver | James Mwangi         | KEN  | 2:10.27 |
| Brons  | Abel Kirui           | KEN  | 2:10.41 |
| 4      | Haron Toroitich      | KEN  | 2:12.00 |
| 5      | Rotich William Todoo | KEN  | 2:12.37 |
| 6      | Shadrack Kiplagat    | KEN  | 2:13.20 |
| 7      | Wilberfora Talel     | KEN  | 2:13.35 |
| 8      | Luis Feiteira        | POR  | 2:13.37 |
| 9      | Joseph Birgen        | KEN  | 2:13.57 |
| 10     | Getuli Bayo          | TAN  | 2:14.17 |
| 11     | Abebe Halefom        | ETH  | 2:14.28 |
| 12     | Aleksej Sokolov      | RUS  | 2:14.51 |
| 13     | John Ngeny           | KEN  | 2:17.04 |
| 14     | Roman Weger          | AUT  | 2:18.22 |
| 15     | Vitalij Shafr        | UKR  | 2:18.37 |
| 16     | Joseph Talam         | KEN  | 2:19.03 |
| 17     | Eliud Kurgat         | KEN  | 2:21.24 |
| 18     | Falk Cierpinski      | GER  | 2:21.26 |
| 19     | Paolo Batelli        | ITA  | 2:22.24 |
| 20     | Gergely Rezessy      | HON  | 2:22.49 |

### Vrouwen
| rang   | naam               | land | tijd    |
| ------ | ------------------ | ---- | ------- |
| Goud   | Luminita Talpos    | ROU  | 2:32.21 |
| Zilver | Martha Markos      | ETH  | 2:34.45 |
| Brons  | Susanne Pumper     | AUT  | 2:37.55 |
| 4      | Lucia Kimani       | BAH  | 2:38.21 |
| 5      | Petra Teveli       | HON  | 2:40.31 |
| 6      | Salomie Kassa      | ETH  | 2:41.27 |
| 7      | Megressa Alimaz    | ETH  | 2:41.32 |
| 8      | Jacqueline Ruegger | SUI  | 2:55.58 |
| 9      | Nadja Göschl       | AUT  | 3:00.59 |
| 10     | Valérie Knopf      | GER  | 3:01.55 |